# إتش دي آر 10
اتش دي ار 10 هو معيار مفتوح لفيديو النطاق الديناميكي العالي (HDR) تم الإعلان عنه في 27 أغسطس 2015 من قبل جمعية تكنولوجيا المستهلك. إنه الأكثر انتشارًا بين تنسيقات HDR.
HDR10 غير متوافق مع الإصدارات السابقة من SDR . ولكن يتضمن بيانات تعريف ثابتة لـ HDR ولكن لا يتضمن بيانات ديناميكية. لا يوفر القدرة على تحسين المحتوى وفقًا لقدرات شاشة المستهلك.

## التبني
تدعم تقنية HDR10 مجموعة واسعة من الشركات، بما في ذلك شركات تصنيع شاشات العرض والتلفزيون مثل ديل، ال جي، سامسونج، شارب، فيو، سوني وفيزيو، بالإضافة إلى سوني إنتراكتيف إنترتينمنت ومايكروسوفت التي تدعم تقنية HDR10 على أجهزتها بلايستيشن 4، إكسبوكس ون.

### المعدات
- تلفزيون
- واجهات الصوت والفيديو
- شاشات الهواتف الذكية
- كاميرا الهواتف الذكية
- كاميرات رقمية
- أجهزة الألعاب

### برمجة
- مشغل الوسائط
- درجات اللون

## أنظر أيضا
- تلفزيون ذو نطاق ديناميكي عالي